# Tonny de Jong
Tonny de Jong, née le 17 juillet 1974 à Scharsterbrug, est une patineuse de vitesse néerlandaise. Spécialiste du toutes épreuves, elle compte deux podiums aux Championnats du monde et deux titres européens dans cette discipline.

## Palmarès

### Jeux olympiques d'hiver
- Lillehammer 1994 :
  - 10e du 1 500 m, 11e du 3 000 m, 11e du 5 000 m
- Nagano 1998 : 
  - 18e du 1 500 m, 16e du 3 000 m, 5e du 5 000 m
- Salt Lake City 2002 :
  - 7e du 1 500 m, 5e du 1 500 m, 7e du 1 500 m

### Championnats du monde toutes épreuves
- Médaille de bronze toutes épreuves en 1997 à Nagano ;
- Médaille de bronze toutes épreuves en 1999 à Hamar.

### Championnats du monde simple distance
- Médaille d'argent du 3 000 m en 1999 à Heerenveen ;
- Médaille de bronze du 1 500 m en 1999 à Heerenveen ;
- Médaille de bronze du 5 000 m 1999 à Heerenveen ;
- Médaille de bronze du 5 000 m en 2000 à Nagano ;

### Championnats d'Europe toutes épreuves
- Médaille d'or toutes épreuves en 1997 à Heerenveen ;
- Médaille d'or toutes épreuves en 1999 à Heerenveen ;
- Médaille de bronze toutes épreuves en 1995 à Heerenveen

### Coupe du monde
- Gagnante de la Coupe du monde du 3 000 / 5 000 m en 1996-1997 ;
- 7 victoires.